# Paracas (distrito)
Paracas é um distrito do Peru, departamento de Ica, localizada na província de Pisco.

## Transporte
O distrito de Paracas é servido pela seguinte rodovia:
- PE-1SF, que liga o distrito de Pisco à cidade
- PE-1SE, que liga o distrito de Chincha Alta à cidade
- IC-105, que liga o distrito à cidade de Ica
- PE-1S, que liga o distrito de Lima (Província de Lima à cidade de Tacna (Região de Tacna - Posto La Concordia (Fronteira Chile-Peru) - e a rodovia chilena Ruta CH-5 (Rodovia Pan-Americana) [1][2][3]